# 三種町ふれあいバス・巡回バス
三種町ふれあいバス・巡回バス（みたねちょうふれあいバス・じゅんかいバス）は、秋田県山本郡三種町にて運行している廃止代替バスである。
秋北バスの路線廃止に伴い、運行を開始した。運行形態は、自家用自動車（白ナンバー車）による有償運送である。

## 概要
- 土曜日・日曜日・祝祭日・お盆期間・年末年始運休。

## 運賃
- 1回利用200円。中学生以下は100円。一日フリーパスは300円
- 回数券は12枚綴りで、フリーパスタイプが3000円、1回利用タイプが2000円
- 金岡・鯉川地区および鹿渡駅・森岳駅より利用する場合は、1回利用500円。中学生以下は200円。
  - 回数券の組み合わせ利用可。

## 巡回バス
経路中の（　）内は予約があった場合のみ経由
運行委託 : 森岳観光タクシー

### 鹿渡線
- 鹿渡駅 - 新町 - 新屋敷 - 二ツ森入口 - （槻田入口 - 泉八日 - 昼寝） - 川尻 - 八竜ふれあいセンター
- 鹿渡駅 - 新町 - 荒屋敷 - 川尻 - 八竜ふれあいセンター
- 鹿渡駅 - 八竜ふれあいセンター

### 森岳線
- 森岳駅 - （和田） - 湖北小 - JA八竜前 - 八竜ふれあいセンター
- 森岳駅 - 新町 - 荒屋敷 - 川尻 - 八竜ふれあいセンター
- 鹿渡駅 - 浜村 - 新屋敷 - 森岳駅
- 鹿渡駅 - じゅんさいの館 - 森岳温泉 - 大町 - 森岳駅

## ふれあいバス

### 上岩川地区
- 鹿渡駅 - テラタ前 - 琴丘中学校前 - 小又口 - 新屋敷 - 小新沢 - 旧上小校舎前

### 鯉川地区
- 小谷沢 - 市野前 - 道の駅ことおか - 山谷 - 琴丘郵便局 - 荒川整骨院 - 鹿渡駅

### 鹿渡地区
- 道の駅ことおか - 鹿渡駅 - 川藤十字路 - 保健センター - ゆうばる - マックスバリュ琴丘店 - テラタ前 - 山谷集会所

### 下岩川地区
経路中の（　）内は予約があった場合のみ経由
- 蛭沢 - 小町 - 谷地ノ沢入口 - 増沢 - （山口・牛沢） - 森岳温泉 - 森岳駅 - 八竜ふれあいセンター

### 金岡地区
経路中の（　）内は予約があった場合のみ経由
月曜日運行
- （羽立 - 根岸） - 森岳駅 - 北金岡駅前 - 秋田病院前 - いとく前

火曜日運行
- （羽立 - 根岸） - 中嶋 - 金光寺 - 森岳駅 - 薬王堂 - 森岳温泉

水曜日運行
- 森岳駅 - 北金岡駅前 - 秋田病院前 - いとく前

木曜日運行
- （割道 - 逆川・五本松・黒瀬） - 中嶋 - 金光寺 - 森岳駅 - 薬王堂 - 森岳温泉

金曜日運行
- （藤木台 - 割道） - 森岳駅 - 北金岡駅前 - 秋田病院前 - いとく前

### 森岳地区
- 森岳駅 - 大町 - 横長根 - 細越 - 二ッ森 - 保養センター前 - 森岳温泉病院前 - 森岳駅

### 鵜川地区
- ドラゴンクリニック - 八竜ふれあいセンター - 役場本庁前 - 萱刈沢公民館前 - 山の上近藤工務店前 - 鵜川橋 - 川尻 - 安戸六公民館 - 鵜の巣 - 沢目村の生活館 - 飯塚
  - 太字の停留所について、飯塚行は利用者がいる場合のみ経由、ドラゴンクリニック行は予約が必要。

### 浜口地区
- 八竜ショッピングセンターポポロ - 清水商店前 - 公民館前 - 芦崎入口 - 神社前 - 五明光